# Kikierino (stacja kolejowa)
Kikierino (ros. Кикерино) – stacja kolejowa w miejscowości Kikierino, w rejonie wołosowskim, w obwodzie leningradzkim, w Rosji. Położona jest na linii Petersburg – Iwangorod – Tallinn.

## Historia
Stacja powstała w XIX w. na trasie Kolei Bałtyckiej.